# Lista över myndigheter inrättade av regeringen Palme II
Detta är en lista över myndigheter inrättade av den andra Palmeregeringen mellan oktober 1982 och februari 1986.

## 1983
- Statens mät- och provråd (1 juli)
- Ansvarsnämnden för biskopar (1 juli)
- Regeringskansliets förvaltningskontor  (1 oktober)
- Energitekniska rådet (1 december)

## 1984
- Kooperativa rådet (1 januari)
- Löntagarfondsstyrelserna (1 januari)
- Programrådet för industriell utveckling inom mikroelektroniken (1 april)
- Bränslenämnden (1 juni)
- Transportforskningsberedningen (1 juli)
- Branschrådet för läkemedelsindustrin (1 augusti)
- Flygtekniska rådet (1 oktober)
- Polarforskningssekretariatet (1 november)
- Statens institut för personalutveckling (6 december)
- Statsrådslönenämnden  13 december)

## 1985
- Styrelsen för psykologiskt försvar (1 juli)
- Samrådsnämnden för kärnavfallsfrågor  1 augusti)
- AMU - styrelsen (1 december)
- Elförsörjningsnämnden (1 december)

## 1986
- Kabelnämnden (1 januari)
- Kemikalieinspektionen  (1 januari)